# AVG Secure Browser
AVG Secure Browser es un navegador web desarrollado por AVG Technologies. Viene incluido para instalar opcionalmente en el instalador del Antivirus AVG, pero también se puede descargar desde su sitio web. El navegador está disponible para Microsoft Windows, macOS y Android. 
AVG Online Security es una extensión para los navegadores Google Chrome, Microsoft Edge, Mozilla Firefox y Opera que cuenta con algunas características similares al navegador AVG Secure Browser. 

## Características
- Datos: Q102420284

- Seguridad contra todo tipo de malware y las descargas automáticas no autorizadas, además analiza las extensiones que se pueden descargar mediante Chrome Web Store.
- Protección para navegar y comprar de forma segura en las transacciones en línea.
- VPN integrada para cambiar tu ubicación virtual (país).
- Bloqueo automático de publicidad y cookies no seguras o maliciosas, además analiza las URLs antes de entrar a la página web y las clasifica por colores.
- Marcador de reputación de un sitio web con filtros de bloqueo para sitios de baja reputación.
- Ofrece distintos tipos de conexión de DNS y varios tipos de motores de búsqueda distintos, además obliga a los sitios web a usar una conexión HTTPS cuando sea posible.
- Protección contra suplantaciones de identidad y sitios web.
- Protección contra el rastreo para evitar que algunas empresas o piratas informáticos creen un perfil tuyo con tus datos en Internet.
- Administrador de contraseñas seguras.
- Descargador de imágenes y videos desde los sitios web, encriptador automático opcional y lector QR integrado.
- Opciones para bloquear el acceso al navegador con contraseña, patrón, huella dactilar y reconocimiento facial con la capacidad de bloquear capturas de pantalla del historial de navegación o dentro del navegador.